# Єнбекші (Талгарський район)
Єнбекші́ (каз. Еңбекші) — село у складі Талгарського району Алматинської області Казахстану. Входить до складу Кендалинського сільського округу.
Населення — 2322 особи (2021; 1559 у 2009, 1097 у 1999, 833 у 1989).